# Kandara
Kandara är en ort i Kenya.   Den ligger i länet Muranga, i den centrala delen av landet, 50 km norr om huvudstaden Nairobi. Kandara ligger 1 588 meter över havet och antalet invånare är 914.
Terrängen runt Kandara är huvudsakligen platt, men västerut är den kuperad. Runt Kandara är det tätbefolkat, med 709 invånare per kvadratkilometer. Närmaste större samhälle är Thika, 16,7 km sydost om Kandara. I omgivningarna runt Kandara växer huvudsakligen savannskog.